# Copa Interamericana 1972
La Copa Interamericana 1972 fue la segunda edición del torneo organizado entre Conmebol y Concacaf. El campeón fue el club uruguayo Nacional que derrotó al mexicano Cruz Azul tras disputar partidos de ida y vuelta el 15 de julio y el 7 de noviembre de 1972.

## Clubes clasificados
Se fueron decidiendo a lo largo de 1971 entre las dos máximas competiciones de las confederaciones de América.
| Conmebol (Sudamérica)                       |  | Nacional  |  | Campeón de la Copa Libertadores (1971)                |
| Concacaf (Norte, Centroamérica y el Caribe) |  | Cruz Azul |  | Campeón de la Copa de Campeones de la Concacaf (1971) |

## Resultados

### Partido de ida
| 15 de julio de 1972 | Cruz Azul | 1:1 (1:1) | Nacional    | Estadio Azteca, Distrito Federal           |                                            |
|                     | Pulido 1' |           | Mamelli 29' | Árbitro(s): Marco Antonio Gracias Regalado | Árbitro(s): Marco Antonio Gracias Regalado |

| 1          | POR        | Miguel Marín           |       |
| 2          | DEF        | Marco Antonio Ramírez  |       |
| 3          | DEF        | Javier Guzmán          |       |
| 4          | DEF        | Alberto Quintano       |       |
| 5          | DEF        | Javier Sánchez Galindo |       |
| 6          | MED        | Juan Manuel Alejándrez | Salió |
| 8          | MED        | Cesáreo Victorino      |       |
| 7          | MED        | Héctor Pulido          |       |
| 9          | DEL        | Fernando Bustos        |       |
| 10         | DEL        | Octavio Muciño         |       |
| 11         | DEL        | Horacio López Salgado  |       |
| Entrenador | Entrenador | Raúl Cárdenas          |       |

| 1          | POR        | Manga                  |       |
| 2          | DEF        | Juan Masnik            | Salió |
| 3          | DEF        | Ángel Brunell          |       |
| 4          | DEF        | Luis Ubiña             |       |
| 5          | DEF        | Julio Montero Castillo |       |
|            | MED        | Luis Cánepa            |       |
| 11         | MED        | Luis Cubilla           |       |
|            | MED        | Walter Mantegazza      |       |
|            | DEL        | Washington Abad        |       |
| 9          | DEL        | Juan Carlos Mamelli    |       |
| 8          | DEL        | Víctor Espárrago       |       |
| Entrenador | Entrenador | Washington Etchamendi  |       |

| 12 | MED | Jesús Prado | Entró |

|  | DEF | Eduardo Gerolami | Entró |

|  | 1' | Héctor Pulido |

|  | 29' | Juan Carlos Mamelli |

| Expulsado | 85' | Víctor Espárrago |

| 1          | POR        | Miguel Marín           |       |
| 2          | DEF        | Marco Antonio Ramírez  |       |
| 3          | DEF        | Javier Guzmán          |       |
| 4          | DEF        | Alberto Quintano       |       |
| 5          | DEF        | Javier Sánchez Galindo |       |
| 6          | MED        | Juan Manuel Alejándrez | Salió |
| 8          | MED        | Cesáreo Victorino      |       |
| 7          | MED        | Héctor Pulido          |       |
| 9          | DEL        | Fernando Bustos        |       |
| 10         | DEL        | Octavio Muciño         |       |
| 11         | DEL        | Horacio López Salgado  |       |
| Entrenador | Entrenador | Raúl Cárdenas          |       |

| 1          | POR        | Manga                  |       |
| 2          | DEF        | Juan Masnik            | Salió |
| 3          | DEF        | Ángel Brunell          |       |
| 4          | DEF        | Luis Ubiña             |       |
| 5          | DEF        | Julio Montero Castillo |       |
|            | MED        | Luis Cánepa            |       |
| 11         | MED        | Luis Cubilla           |       |
|            | MED        | Walter Mantegazza      |       |
|            | DEL        | Washington Abad        |       |
| 9          | DEL        | Juan Carlos Mamelli    |       |
| 8          | DEL        | Víctor Espárrago       |       |
| Entrenador | Entrenador | Washington Etchamendi  |       |

| 12 | MED | Jesús Prado | Entró |

|  | DEF | Eduardo Gerolami | Entró |

|  | 1' | Héctor Pulido |

|  | 29' | Juan Carlos Mamelli |

| Expulsado | 85' | Víctor Espárrago |

### Partido de vuelta
| 7 de noviembre de 1972 | Nacional                 | 2:1 (2:1) | Cruz Azul  | Estadio Centenario, Montevideo |                           |
|                        | Mamelli 35' · Castro 39' |           | Bustos 22' | Árbitro(s): Mario Canessa      | Árbitro(s): Mario Canessa |

| 1          | POR        | Manga                 |  |  |
| 2          | DEF        | Juan Masnik           |  |  |
| 3          | DEF        | Ángel Brunell         |  |  |
| 4          | DEF        | Luis Ubiña            |  |  |
| 6          | DEF        | Juan Carlos Blanco    |  |  |
| 7          | MED        | Ildo Maneiro          |  |  |
|            | MED        | Walter Mantegazza     |  |  |
|            | MED        | Rubén Suárez          |  |  |
|            | DEL        | Braulio Castro        |  |  |
| 9          | DEL        | Juan Carlos Mamelli   |  |  |
|            | DEL        | Julio César Morales   |  |  |
| Entrenador | Entrenador | Washington Etchamendi |  |  |

| 1  | POR | Miguel Marín           |  |  |
| 2  | DEF | Marco Antonio Ramírez  |  |  |
| 3  | DEF | Javier Guzmán          |  |  |
| 4  | DEF | Alberto Quintano       |  |  |
| 5  | DEF | Javier Sánchez Galindo |  |  |
| 7  | MED | Héctor Pulido          |  |  |
| 6  | MED | Juan Manuel Alejándrez |  |  |
| 8  | MED | Cesáreo Victorino      |  |  |
| 9  | DEL | Fernando Bustos        |  |  |
| 10 | DEL | Horacio López Salgado  |  |  |
| 11 | DEL | Eladio Vera            |  |  |
| DT | DT  | Raúl Cárdenas          |  |  |

|  | 35' | Juan Carlos Mamelli |
|  | 39' | Braulio Castro      |

|  | 22' | Fernando Bustos |

| Árbitro             | Mario Canessa        |
| Árbitros asistentes | Alberto Tejada Burga |
| Árbitros asistentes | Humberto Dellacasa   |

| 1          | POR        | Manga                 |  |  |
| 2          | DEF        | Juan Masnik           |  |  |
| 3          | DEF        | Ángel Brunell         |  |  |
| 4          | DEF        | Luis Ubiña            |  |  |
| 6          | DEF        | Juan Carlos Blanco    |  |  |
| 7          | MED        | Ildo Maneiro          |  |  |
|            | MED        | Walter Mantegazza     |  |  |
|            | MED        | Rubén Suárez          |  |  |
|            | DEL        | Braulio Castro        |  |  |
| 9          | DEL        | Juan Carlos Mamelli   |  |  |
|            | DEL        | Julio César Morales   |  |  |
| Entrenador | Entrenador | Washington Etchamendi |  |  |

| 1  | POR | Miguel Marín           |  |  |
| 2  | DEF | Marco Antonio Ramírez  |  |  |
| 3  | DEF | Javier Guzmán          |  |  |
| 4  | DEF | Alberto Quintano       |  |  |
| 5  | DEF | Javier Sánchez Galindo |  |  |
| 7  | MED | Héctor Pulido          |  |  |
| 6  | MED | Juan Manuel Alejándrez |  |  |
| 8  | MED | Cesáreo Victorino      |  |  |
| 9  | DEL | Fernando Bustos        |  |  |
| 10 | DEL | Horacio López Salgado  |  |  |
| 11 | DEL | Eladio Vera            |  |  |
| DT | DT  | Raúl Cárdenas          |  |  |

|  | 35' | Juan Carlos Mamelli |
|  | 39' | Braulio Castro      |

|  | 22' | Fernando Bustos |

| Árbitro             | Mario Canessa        |
| Árbitros asistentes | Alberto Tejada Burga |
| Árbitros asistentes | Humberto Dellacasa   |

|                              |
| Bandera de Uruguay           |
| Campeón Nacional 1.er título |